# Reprezentacja Grecji w koszykówce kobiet

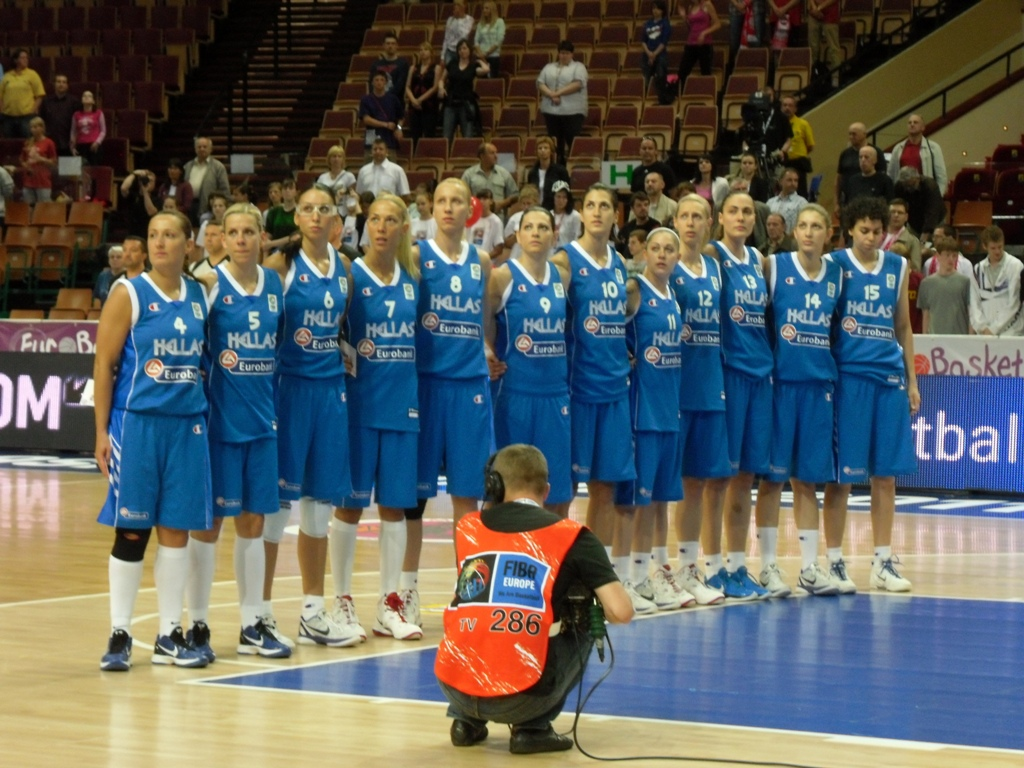

Reprezentacja Grecji w koszykówce kobiet - drużyna, która reprezentuje Grecję w koszykówce kobiet. Za jej funkcjonowanie odpowiedzialny jest Grecki Związek Koszykówki.